# Військовий писар

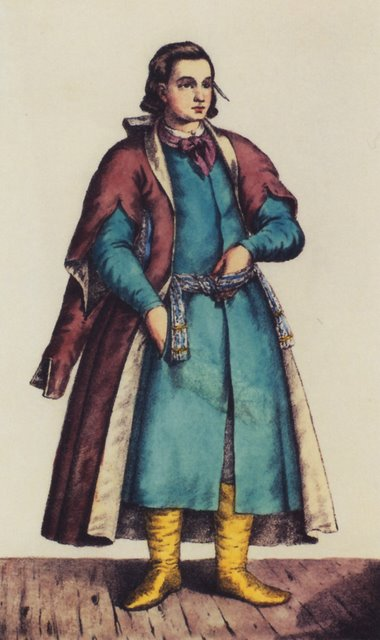
Козацький писар (1786).

Військо́вий Пи́сар або Кошовий Писар — виборна службова особа, що відала всією канцелярією Держави (Коша) Війська Запорозького у 16-18 ст..

## Загальний опис
Розсилав накази по куренях, вів рахунки прибутків і витрат, здійснював дипломатичне листування.
Ведучи всю документацію і кореспонденцію, писар мав значний вплив на внутрішню і зовнішню політику Війська Запорізького. Особа, яка отримала лист або відписала його замість писаря, страчувалася.
У роботі писарю допомагав кошовий підписарій.
Знаком посади військового писаря була довга чорнильниця — каламар («калям» — від схід. тростина), яку він під час військових рад зберігав за поясом, а також гусяче перо, застромлене за праве вухо.
Обирався козацькою радою терміном на рік, але, як правило, займав цю посаду протягом багатьох років.
Останнім писарем Запорізької Січі був Іван Глоба.

## Інше
- В Радянській армії писарями називали спеціально навчених військовослужбовців, які вміли креслити і писати плакатними шрифтами тушшю і залучалися до графічного оформлення бойових документів.
- Із розповсюдженням в армії офісної комп'ютерної техніки бойові документи розробляються на персональних комп'ютерах, проте військовослужбовців - операторів цих комп'ютерів - за традицією називають писарями.